# Granton Shrimp Bed
Das Granton Shrimp Bed ist eine Fossillagerstätte aus dem Unterkarbon (Dinantium, chronostratigraphische Stufe des Viséum) in Schottland. Die Lagerstätte befindet sich etwa 3 km nordwestlich des Stadtzentrums von Edinburgh entlang der Südküste des Firth of Forth. Die dünne dolomitische Kalksteinschicht, bekannt als „shrimp-bed“, enthält eine außergewöhnlich gut erhaltene Fauna, die von Krebstieren dominiert wird. Aufgrund der Erhaltungsqualität, einschließlich von Weichteilen, wird die Fundstelle als Konservatlagerstätte klassifiziert.

## Geologischer Kontext
Das Granton Shrimp Bed ist Bestandteil der Sedimentabfolge eines Binnensees, des sogenannten Lake Cadell, in karbonischen Sedimenten im Grabenbruch des Midland Valley. Dieser wird als großes Süß- oder Brackwassergewässer rekonstruiert, in das bei verschiedenen Meerestransgressionen immer wieder auch Meerwasser eingedrungen ist und so unter tropischem Klima eine Wechselfolge erzeugte. Bei Schwankungen des Seespiegels herrschten teilweise lebensfeindliche Bedingungen, unter denen ein Ölschiefer abgelagert wurde, die Formation wird danach als Lower Oil Shale Group bezeichnet. Die Ölschiefer wurden bergmännisch abgebaut und sind selbst als Fossillagerstätte für Landpflanzen, Fische, Tetrapoden und Muschelkrebse bekannt.
In die Abfolge eingeschaltet sind zwei dünne Lagen, die eine völlig andere Fauna ergaben, die von Höheren Krebsen (Malacostraca) dominiert wird. Das Gullane Shrimp Bed lieferten vor allem gut erhaltene Fossilien des Krebses Tealliocaris. Das Granton Shrimp Bed ergab eine reichere Fauna. Die nur 35 bis 45 Zentimeter dicke Lage besteht aus einer Wechsellagerung von dolomitischen Kalksteinen mit jeweils hohem und niedrigem organischem Gehalt, vermutlich abgelagert auf einer periodisch überfluteten und trockenfallenden schlickigen Uferpartie.
Die Beckenfüllung erfolgte in einem tektonisch aktiven Raum mit Vulkanismus, wobei der See durch einen Deltakomplex im Osten weitgehend vom offenen Meer abgeschnitten war. Die Sedimente des Shrimp Beds bestehen hauptsächlich aus feinlaminiertem Dolomit, der auf eine episodische Austrocknung durch Stromatolithbildung und zwischenzeitliche subaerische Exposition hinweist.
Diese geochemischen und sedimentologischen Bedingungen führten zu einer phosphatreichen Diagenese, welche die außergewöhnliche Erhaltung der Fauna im Granton Shrimp Bed ermöglichte.

## Fauna
Die dokumentierte Fauna des Granton Shrimp Beds umfasst eine außergewöhnlich diverse Gruppe von Krebstieren, insbesondere Malacostraca, sowie mehrere Ostrakoden. Die wichtigsten Taxa lassen sich wie folgt zusammenfassen:
- Bairdops elegans – Robuste Hoplocaride mit charakteristisch skulpturierter Cuticula, subtrapezförmigen abdominalen Tergiten und einem einzigartigen sternalen „rectangular plate“.[1][5]

- Minicaris sp. – Sehr kleine (6–9 mm), carapaxlose Syncaride mit dorsoventral abgeflachtem Körper und erhaltener Antennenstruktur.[1]

- Waterstonella grantonensis – Endemische Art mit nicht-fusioniertem Carapax, biramen Pleopoden und deutlichem Darmtrakt; als besonders primitive Malacostracee interpretiert.[1][2]

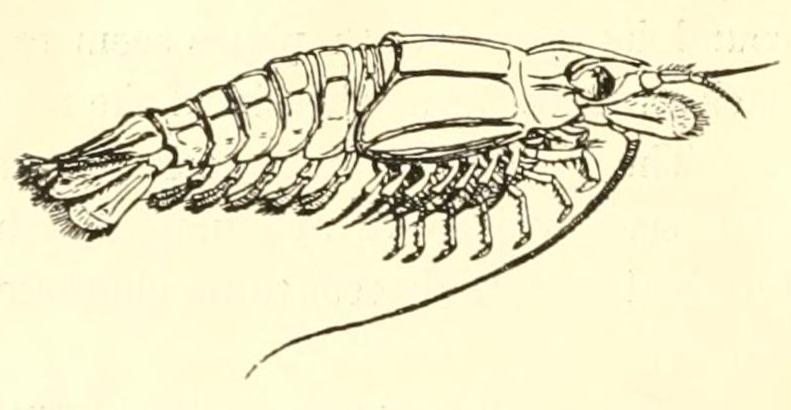
Restaurierung des Karbonkrebses Tealliocaris woodwardi

- Tealliocaris woodwardi – Pygocephalomorphe Krebstiere mit breitem Telson, markanten Telsonstacheln und spinentragender Antennenskala; in zwei Lagen (bed q und bed o) erhalten.[1][5]

- Palaemysis – Mitglied der Anthracophausiden mit kurzem Telson und langen Exopoden an den Uropoden.[1][5]

- Pseudogalathea ornatissima – Art mit semiovalem Telson, parallelen Längsrippen auf Uropoden; als einzige Art dieser Gattung in Granton nachgewiesen.[1][5]

- Anthracocaris scotica – Kleiner Tanaidacee mit parallelen Sterniten und einem kurzen, breiten Carapax; nur fragmentarisch überliefert.[1][2]

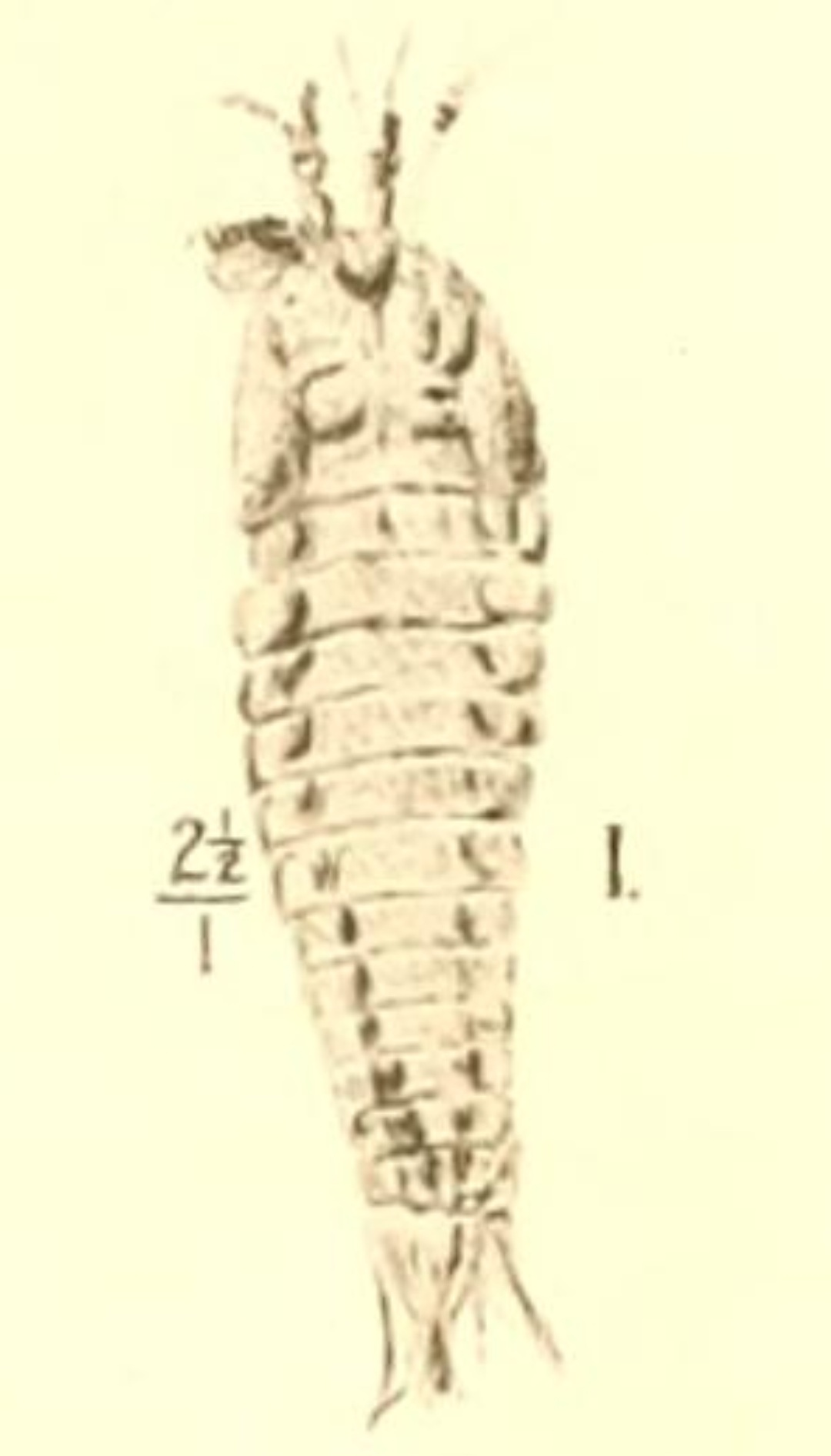
Illustration eines Fossils des karbonzeitlichen Krebstiers Anthracocaris scotica aus Glencartholm, Schottland.

- Paraparchites cf. okeni – Ostrakode mit subovaler Schale, schwach tuberkulierter Oberfläche; in brackischem Kontext gedeutet.[1]

- Beyrichiopsis plicata – Kleine Ostrakode mit zwei markanten Längsrippen und zentraler Einbuchtung.[1]

- Eocypridina cf. aciculata – Große myodocopide Ostrakode mit radiär strukturierter Oberfläche, gelegentlich mit dentikulierter Schalenkante.[1]

## Taphonomie und Erhaltungsbedingungen
Die Fossilien im Granton Shrimp Bed zeigen eine außergewöhnliche Konservierung, die auf eine frühe Diagenese unter phosphatreichen Bedingungen zurückgeführt wird. Die meisten Exemplare sind vollständig erhalten und zeigen weder Transportspuren noch Orientierung – ein Hinweis auf Tod am Lebensort (autochthon).
Eine Auswertung von 1054 Exemplaren im Shrimp Bed ergab, dass 39 % vollständige Individuen, 54 % Hinterleibssegmente mit Schwanzfächern, 6 % Antennen und 1 % isolierte Carapace-Strukturen darstellen. Mehrere vollständige Individuen zeigen erhaltene Darminhalte, was auf Kadaver statt Häutungsreste hindeutet. Der hohe Anteil intakter Tiere spricht für eine sehr rasche Einbettung ohne nennenswerten Zerfall oder Transport.
Die Fossilisationsbedingungen deuten auf eine schnelle Phosphatisierung innerhalb weniger Tage nach dem Tod hin. Dabei spielte die anoxische Umgebung am Sediment-Wasser-Interface eine zentrale Rolle. Der hohe organische Gehalt der Sedimente begünstigte bakterielle Zersetzungsprozesse, bei denen lösliches Phosphat freigesetzt wurde – das sich anschließend an die tierischen Hart- und Weichteile anlagerte.
Die autogene Entstehung (kein Transport) wird durch das Fehlen jeglicher Orientierung oder Sortierung der Fossilien unterstützt. Auch die Sedimentlamination ist ungestört – es fehlen Hinweise auf Bioturbation, was die Hypothese einer lebensfeindlichen Bodenwasserzone stützt.

## Paläoökologie
Die Krebstierfauna des Granton Shrimp Beds besteht überwiegend aus pelagischen Formen wie Waterstonella und Minicaris, was auf ein brackisches, sauerstoffarmes Ökosystem hindeutet. Räuberische Arten wie Bairdops sind selten, Bioturbation fehlt vollständig. Einige Fossilien tragen epizoische Hydroiden, ein Hinweis auf längeren Aufenthalt im freien Wasser vor der Einbettung.

## Vergleich mit anderen Lagerstätten
Im Vergleich zu anderen Karbon-Fundstellen wie Glencartholm oder Foulden zeigt das Granton Shrimp Bed eine höhere Diversität und außergewöhnliche Weichteilerhaltung durch Phosphatisierung. Die Endemie von Arten wie Waterstonella macht die Fundstelle paläontologisch einzigartig in Großbritannien.